# Велаун (язык)
Велаун (также бекаис или векаис) — австронезийский язык, распространённый на границе Восточного и Западного Тимора (часть Индонезии). Он тесно связан с тетумом.

## Изучение
Велаун рассматривался в публикациях Джеффри Халла 2003 года и Оуэна Эдвардса 2019 года. В 2012 году был издан словарь языка велаун за авторством Гильерме да Силва.

## Распространение
На велауне говорят в основном в южной части восточнотиморского подокруга Балибо, в суко Кова, Балибо-Вила, Батугаде, Леолима и Леохито, а также в соседнем пограничном регионе индонезийского Западного Тимора. Согласно переписи 2015 года 4075 человек в Восточном Тиморе говорили на велауне как на родном языке. Эдвардс на 2019 год оценивал число носителей в 5575.

## Фонология
|               |               | Губные | Альвеолярные | Заднеязычные | Глоттальные |
| ------------- | ------------- | ------ | ------------ | ------------ | ----------- |
| Носовые       | Носовые       | m      | n            |              |             |
| Взрывные      | глухие        |        | t            | k            | ʔ           |
| Взрывные      | звонкие       | b      | d            |              | ʔ           |
| Фрикативные   | Фрикативные   | f      | s            |              | h           |
| Аппроксиманты | Аппроксиманты |        | l            |              | w           |
| Дрожащие      | Дрожащие      |        | r            |              |             |

В языке пять гласных: /i e a o u/